# ABGLT
Die Associação Brasileira de Gays, Lésbicas e Transgêneros (ABGLT) ist die größte Lesben- und Schwulenorganisation in Brasilien.
In dem Verband sind 80 brasilianische Homosexuellenorganisationen zusammengeschlossen. Die Hälfte der Mitglieder des ABGLT-Vorstandes sind afrikanischer oder amerikanisch-indianischer Abstammung.
Im Januar 2008 entschied das NGO-Komitee der Vereinten Nationen über ihre Anerkennung als Nichtregierungsorganisation.